# Thiago Cardozo
Thiago Cardozo, vollständiger Name Thiago Gastón Cardozo Brugman, (* 31. Juli 1996 in Juan Lacaze) ist ein uruguayischer Fußballspieler.

## Karriere

### Verein
Der 1,81 Meter große Torhüter Cardozo spielt mindestens seit 2013 für die Nachwuchsmannschaft des uruguayischen Erstligisten Club Atlético Peñarol. Seit 2015 steht er im Profikader. Sein Debüt in der Primera División gab er am 5. Mai 2018, als er beim 4:1-Sieg über Defensor Sporting volle 90 Minuten im Tor stand.

### Nationalmannschaft
Cardozo nahm mit der uruguayischen U-17-Auswahl an der U-17-Südamerikameisterschaft 2013 in Argentinien teil. Mit der Mannschaft belegte er den vierten Turnierrang. Im Oktober 2013 war er Teil des uruguayischen Aufgebots bei der U-17-Weltmeisterschaft 2013 in den Vereinigten Arabischen Emiraten. Dort erreichte er mit der Mannschaft das Viertelfinale und kam in fünf WM-Begegnungen zum Einsatz.
Cardozo ist mindestens seit März 2014 auch Mitglied der von Trainer Fabián Coito betreuten uruguayischen U-20-Nationalmannschaft. Beim 1:1-Unentschieden am 10. Juni 2014 gegen Paraguay stand er in der Startelf. Der nächste Länderspieleinsatz folgte am 4. August 2014 bei der 0:1-Niederlage gegen Peru.
Er gehörte dem uruguayischen Aufgebot bei der U-20-Südamerikameisterschaft 2015 in Uruguay an.

## Erfolge
- Primera División-Gewinner: 2015/16, 2017 (ohne Einsatz)
- Super-Copa-Gewinner: 2018 (ohne Einsatz)